# كيفن شوانتز
كيفن شوانتز (بالإنجليزية: Kevin Schwantz)‏ مواليد 19 يونيو 1964 في هيوستن، هو متسابق دراجات نارية أمريكي سابق فاز ببطولة سباق الجائزة الكبرى للدراجات النارية. نافس في سباقات بطولة العالم لفئة 500 سي سي.

## البطولات
- سباق الجائزة الكبرى للدراجات النارية 1993

## وصلات خارجية
- كيفن شوانتز على موقع IMDb (الإنجليزية)
- كيفن شوانتز على موقع قاعدة بيانات الفيلم (الإنجليزية)

- الموقع الإلكتروني